# Ferdinando Fuga
Ferdinando Fuga (* 1699 in Florenz; † 1782 in Rom) war ein Florentiner Architekt, dessen Werke in Neapel und Sizilien, vor allem aber in Rom stehen.

## Biografie
Fuga arbeitete als Kind bei dem bekannten italienischen Architekten und Bildhauer Giovanni Battista Foggini und hatte so schon früh Kontakt mit barocken Gestaltungsideen. Im Jahre 1717 ging er nach Rom, um dort seine Studien im Bezug auf die Architektur zu vertiefen. 1729 konzentrierte sich Fuga auf Arbeitsaufträge in Palermo und wurde ein Jahr später unter päpstlichen Dienst gestellt. Nachdem König Karl III. ihn 1751 nach Neapel berief, war er dort in Zusammenarbeit mit Luigi Vanvitelli an der Ausarbeitung zahlreicher Aufträge beteiligt.

## Werke
| Anfänge in Neapel: - 1726–27 Cappella Cellamare in Neapel In Rom: - bis 1736 Fassade und Innenausstattung von Bambin Gesù - 1732–37 Palazzo della Consulta - 1733–37 Kirche Santa Maria dell’Orazione e Morte (Rom) - 1736 Umbau des Palazzo Corsini alla Lungara, früher Riario - 1741–43 Fassade der Kirche Santa Maria Maggiore - 1743 Chiesa di Sant’Antonio e Santa Brigida und Monastero delle Suore Orsoline in Calvi dell’Umbria - ab 1748 Kirche Sant’Apollinare | Ab 1751 in Neapel: - 1750–66 Albergo dei Poveri mit einer 300 Meter langen Fassade - 1799 Granai (nicht mehr vorhanden) - 1780 Fassade der Kirche der Gerolamini - Palazzo Cellamare - Palazzo Spinelli di Laurino (Mitarbeit) Auf Sizilien: - 1729–30 in Palermo für den Plan einer Brücke über den Fluss Milicia - Ab 1767 Umbau des Inneren der Kathedrale von Palermo und Planung der Kuppel |